# Präsidentschaftswahl in Südkorea 2017
Die 19. Präsidentschaftswahl in Südkorea fand am 9. Mai 2017 statt. Die vorgezogene Wahl wurde nötig, nachdem die vorherige Präsidentin Park Geun-hye aufgrund eines Korruptionsskandals am 10. März 2017 ihres Amtes enthoben worden war. Regulär sollte die Wahl erst im Dezember 2017 stattfinden.
Die Entscheidung über das neue Staatsoberhaupt wurde durch eine Mehrheitswahl (d. h. ohne Stichwahl) in einem Durchgang gefällt. In Südkorea sind Präsidentschaften auf eine Amtszeit beschränkt.
Laut dem offiziellen Endergebnis der südkoreanischen Wahlkommission gewann Moon Jae-in von der Deobureo-minju-Partei mit 41,08 Prozent der Stimmen. Die Wahlbeteiligung betrug 77,2 Prozent.

## Hintergrund

### Vorgeschichte und Kandidatenauswahl
Park Geun-hye von der konservativen Saenuri-Partei gewann die vorangehende Präsidentschaftswahl 2012 und folgte damit auf Lee Myung-bak von der gleichen Partei. In Südkorea sind die Parlamentswahlen, die alle vier Jahre stattfinden, und die Präsidentschaftswahlen, die alle fünf Jahre stattfinden, zeitlich voneinander getrennt. Durch die Parlamentswahl im April 2016 verlor die Saenuri-Partei die Mehrheit. Die Medien bezeichneten Park seitdem als Lame Duck. Park versuchte, sich durch Pläne zu einer Verfassungsreform zu profilieren. Das System mit einer Amtszeit von fünf Jahren sei veraltet. Eine Befragung durch Realmeter zeigte, dass 70 % der Südkoreaner diese Ansicht teilen. Allerdings fiel der Vorschlag zeitlich zusammen mit dem aufkommenden Korruptionsskandal und der Bewegung für den Rücktritt von Präsidentin Park Geun-hye, in dessen Folge zahlreiche Proteste stattfanden. Deshalb erfuhr der Vorschlag sogleich Kritik durch die Opposition, und Parks Absicht wurde in Frage gestellt. Der Korruptionsskandal entwickelte sich zu einer nationalen Krise und am 12. November protestierten etwa eine Million Menschen gegen Park.
Am 10. März 2017 wurde Park Geun-hye durch das Verfassungsgericht ihres Amtes enthoben. Dadurch fand die Wahl 2017 nicht wie regulär geplant im Dezember statt, sondern musste innerhalb von 60 Tagen nach der Amtsenthebung abgehalten werden. Die Wahl wurde auf den 9. Mai gelegt. In diesem Zeitraum übernahm der Premierminister Hwang Kyo-ahn die Staatsaufgaben.
Hwang erklärte im März, nicht als Kandidat zur Verfügung zu stehen. Bereits Anfang Februar hatte der vormalige UNO-Generalsekretär Ban Ki-moon seinen Verzicht auf eine Kandidatur erklärt. Beide galten in Umfragen als die aussichtsreichsten Kandidaten des konservativen Spektrums. Meinungsumfragen Anfang Januar hatten Ban an zweiter Stelle hinter Moon Jae-in mit deutlichem Vorsprung gegenüber den nächstplatzierten Lee Jae-myung, Ahn Cheol-soo und Ahn Hee-jung gesehen.
Beim Nominierungskonvent der konservativen Jayu-hanguk-Partei (Freiheitspartei Koreas) setzte sich am 31. März Gouverneur Hong Jun-pyo mit 54,15 % deutlich gegen den Abgeordneten Kim Jin-tae (einen Unterstützer Parks), den Parteiveteranen Rhee In-jae und den Gouverneur Kim Kwan-yong aus der Provinz Gyeongsangbuk-do durch.
Innerhalb der Deobureo-minju-Partei (Gemeinsame Demokratische Partei) galten der linksliberale Moon Jae-in und der eher auf die Wähler der Mitte zielende Gouverneur von Chungcheongnam-do Ahn Hee-jung (beide ehemalige enge Mitarbeiter des früheren Präsidenten Roh Moo-hyun) als Favoriten. Daneben wurden auch dem Bürgermeister von Seongnam, Lee Jae-myung, Chancen eingeräumt. Nachdem Moon in den Umfragen von Anfang an deutlich geführt hatte, setzte er sich auch in den Vorwahlen klar mit 57 % gegen Ahn und Lee mit 21,5 bzw. 21,2 % sowie den Bürgermeister von Goyang Choi Sung mit 0,3 % durch.
Die zentristische Gungminui-Partei nominierte den früheren Software-Unternehmer Ahn Cheol-soo, der sich mit 75 % klar gegen den früheren Oppositionsführer Sohn Hak-kyu und den Sprecher der Nationalversammlung Park Joo-sun durchsetzte. Während in Meinungsumfragen Moon Jae-in weiter deutlich vor Ahn Cheol-soo lag, zeichnete sich ab, dass im Falle eines Rückzugs der beiden konservativen Kandidaten Ahn eine Mehrheit gewinnen könnte.

### Inhaltliche Themen
Neben der Personalfrage kamen im Wahlkampf inhaltliche politische Themen zu Sprache. Im Vordergrund stand dabei die durch den nordkoreanischen Machthaber Kim Jong-un und dessen Atomwaffen-Ambitionen ausgelöste internationale Krise. Moon Jae-in betonte im Gegensatz zu früheren Äußerungen, dass er für einen direkten Dialog mit Kim offen sei. Hong Joon-pyo, der Kandidat der Freiheitspartei, warf Moon eine zu weiche Gangart in dieser Frage vor. Hong und Ahn Cheol-soo sprachen sich für die Stationierung des amerikanischen Raketenabwehrsystems THAAD gegen nordkoreanische Raketenangriffe aus. Moon nannte dagegen die Stationierung „sehr bedauerlich“. Ein weiteres Thema war die Struktur der Wirtschaft Südkoreas, die nach wie vor stark durch ausgedehnte Familienkonzerne (Jaebeol) kontrolliert wird, die auch politischen Einfluss ausüben, wie am Skandal um die ehemalige Präsidentin Park wieder zu sehen war. Alle Kandidaten und Parteien versprachen Maßnahmen um den Einfluss der Jaebeol zurückzudrängen. Auch die Arbeitslosigkeit junger Arbeitnehmer, die in der Altersgruppe von 25 bis 29 Jahren mit 8,2 Prozent im November 2016 für koreanische Verhältnisse einen Höchststand seit 1999 erreichte, war ein Thema. Hier versprachen alle Kandidaten, tätig zu werden. Moon wollte Steuererhöhungen für Besserverdienende und mehr Arbeitsplätze im öffentlichen Sektor, Ahn setzte dagegen auf die Förderung des Privatsektors.

## Nominierte Kandidaten
- Ahn Cheol-soo (Gungminui-Partei), früherer Parteivorsitzender (2016), früherer Parteivorsitzender der Neue Politische Allianz für Demokratie (März–Juli 2014), zurückgezogener Präsidentschaftskandidat 2012, Gründer von AhnLab, Inc., Mitglied der Gukhoe für Nowon-gu (seit 2013)[24]
- Hong Jun-pyo (Jayu-hanguk-Partei), Gouverneur von Gyeongsangnam-do (seit 2012)[25]
- Moon Jae-in (Deobureo-minju-Partei), früherer Parteivorsitzender (2015–2016), Mitglied der Gukhoe für Busan (2012–16), Präsidentschaftskandidat der Minju-tonghap-Partei bei der Präsidentschaftswahl in Südkorea 2012
- Sim Sang-jung (Jeongui-Partei), Parteivorsitzende (seit 2015), Mitglied der Gukhoe für Goyang (2004–2008, seit 2012)[26]
- Yoo Seong-min (Bareun-Partei), Mitglied der Gukhoe für Daegu (seit 2004)[27]

## Umfragen

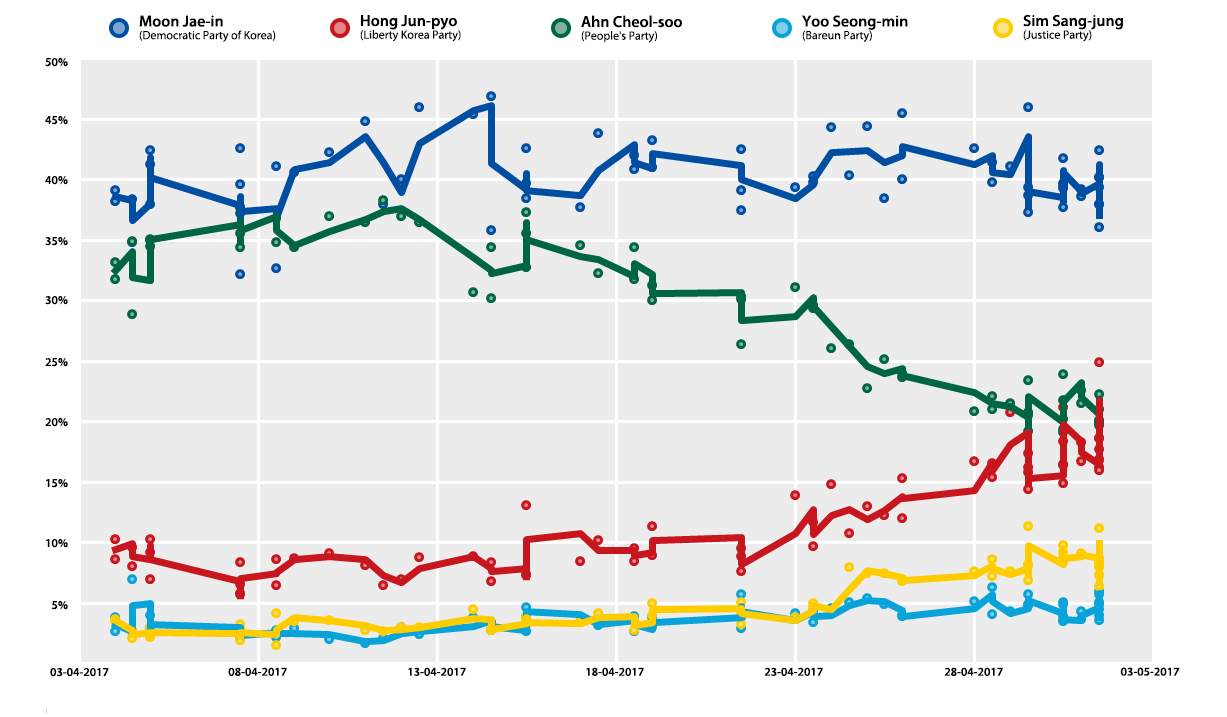
Entwicklung der Meinungsumfragen

In den zwei Wochen vor dem Wahltermin zeigte sich ein deutlicher Verlust an Umfragewerten für Ahn Cheol-soo, der fast 10 % verlor, während andererseits die Werte für Hong Yun-pyo dazu parallel anstiegen.
| Institut     | Datum      | Moon Jae-in | Shim Sang-jung | Ahn Cheol-soo | Yoo Seong-min | Hong Jun-pyo | Sonstige |
| ------------ | ---------- | ----------- | -------------- | ------------- | ------------- | ------------ | -------- |
| Gallup Korea | 07.04.2017 | 38 %        | 3 %            | 35 %          | 4 %           | 7 %          | 0 %      |

## Ergebnisse
| Kandidat                       | Partei                                                                 | Prozent | Stimmen    |
| ------------------------------ | ---------------------------------------------------------------------- | ------- | ---------- |
| Moon Jae-in (문재인)           | Deobureo-minju-Partei (더불어민주당) (Gemeinsame Demokratische Partei) | 41,1 %  | 13.423.800 |
| Hong Jun-pyo (홍준표)          | Jayu-hanguk-Partei (자유한국당) (Freiheitspartei Koreas)               | 24,0 %  | 7.852.849  |
| Ahn Cheol-soo (안철수)         | Gungminui-Partei (국민의당) (Partei der Bürger)                        | 21,4 %  | 6.998.342  |
| Yoo Seong-min (유승민)         | Bareun-Partei (바른정당) (Richtig Partei)                              | 6,8 %   | 2.208.771  |
| Sim Sang-jung (심상정)         | Jeongui-Partei (정의당) (Gerechtigkeitspartei)                         | 6,2 %   | 2.017.458  |
| 10 weitere Kandidaten zusammen | 10 weitere Kandidaten zusammen                                         | 0,5 %   | 170.955    |
| Gesamt                         | Gesamt                                                                 | 100,0 % | 32.807.908 |

Regionale Stimmenanteile der fünf bestplatzierten Kandidaten
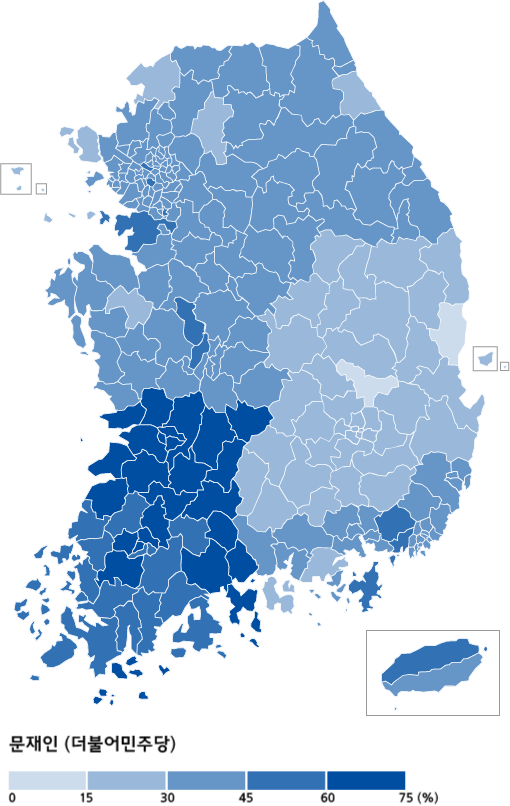
Moon Jae-in (Deobureo-minju-Partei)
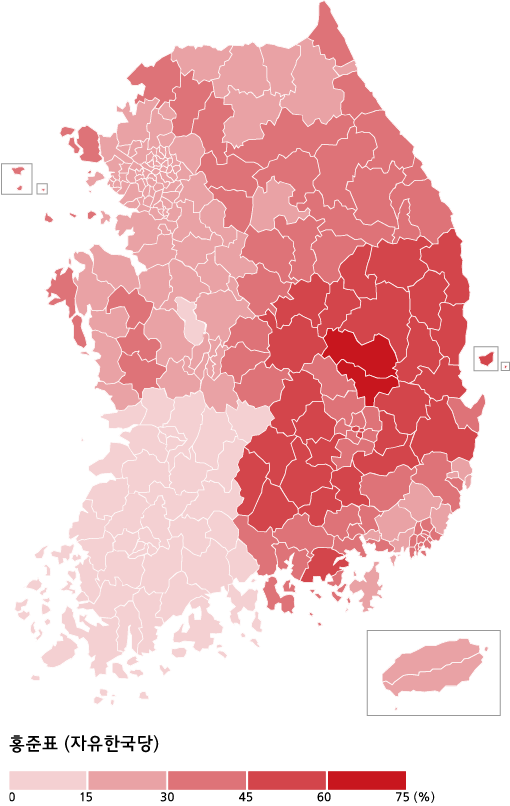
Hong Jun-pyo (Jayu-hanguk-Partei)
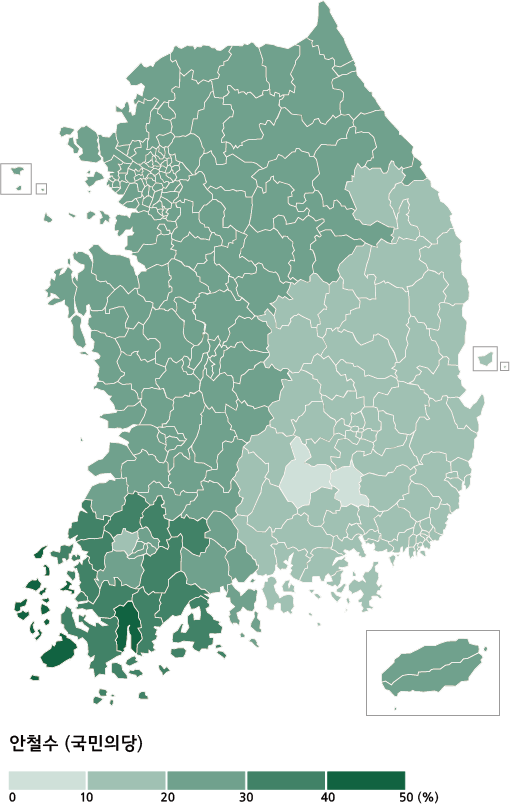
Ahn Cheol-soo (Gungminui-Partei)
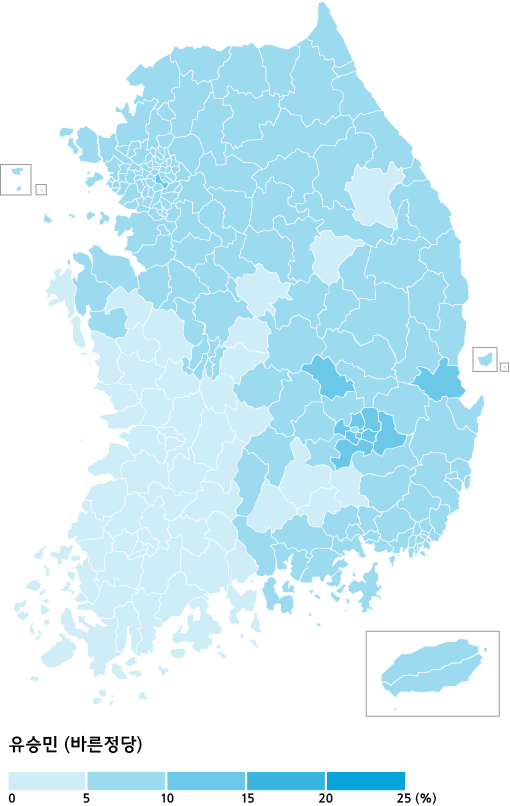
Yoo Seong-min (Bareun-Partei)
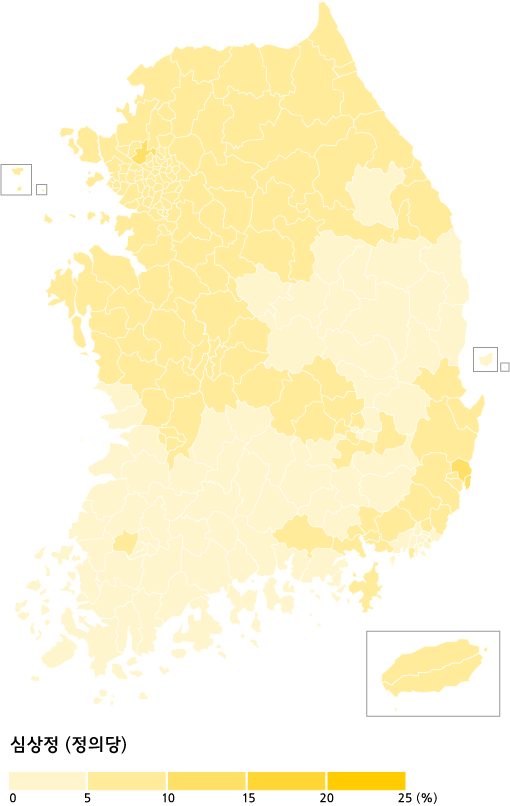
Sim Sang-jung (Jeongui-Partei)